# Palubní střelec

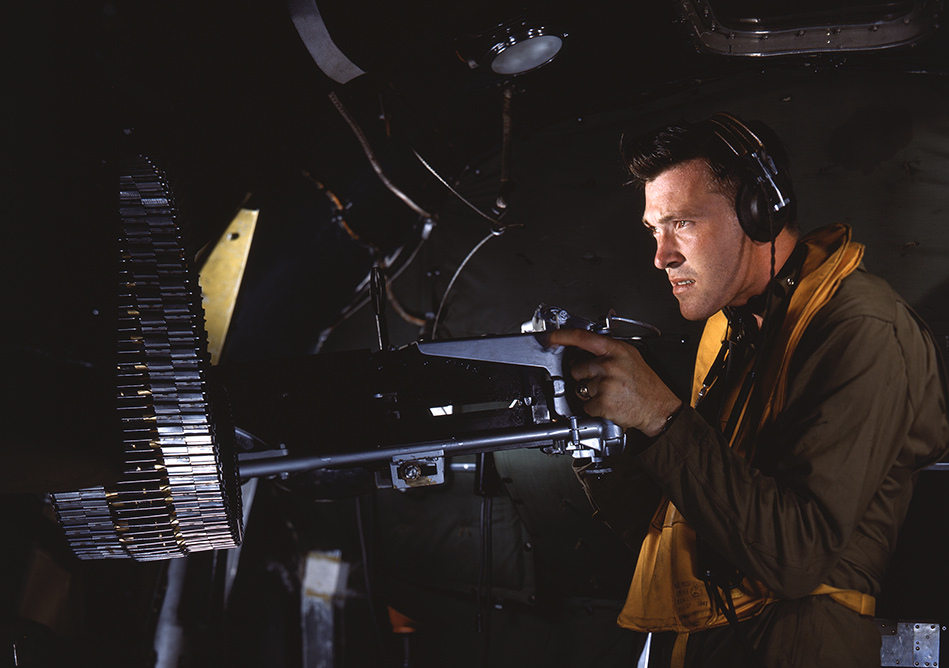
Palubní střelec Boeingu B-17, 1943.

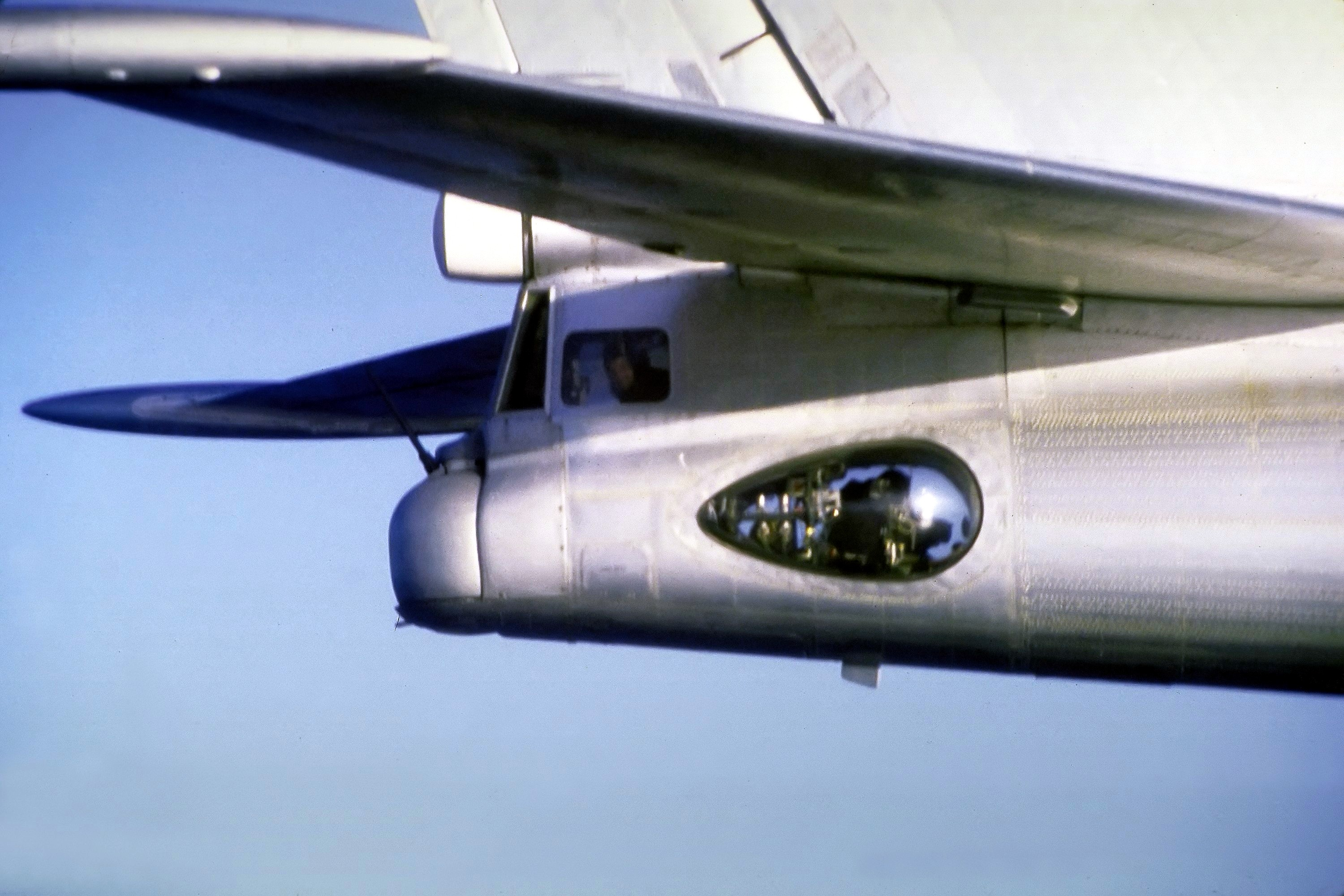
Záďové střeliště Tupolevu Tu-95 s automatickým kanónem NR-23.

Palubní střelec je člen posádky vojenského letadla který obsluhuje volně či ve střelecké věži lafetovanou zbraň, například kulomet či letecký automatický kanón. V současných letadlech jsou většinou zbraně obsluhovány dálkově a samostatný člen posádky, který by je obsluhoval, není potřeba, ale starší (v době druhé světové války a dříve) bombardéry nesly někdy až osm palubních střelců.
Většina současných palubních střelců jsou tzv. dveřní střelci u vrtulníků, kteří současně s touto funkcí plní další roli, například palubního technika nebo pozorovatele. Dalším případem mohou být příslušníci posádek gunshipů, kteří slouží jako nabíječi palubních zbraní, a mohou je i obsluhovat, pokud selže elektronický systém jejich zaměřování a odpalování.